# Встречно-сканированные изображения
Встречно-сканированные изображения (ВСИ, англ. CSI, CSIs — counter-scanned images) — пара изображений, получаемая при встречном сканировании. При встречном сканировании возможно получение одной или двух пар ВСИ (см. Рис. 1). Каждая пара состоит из прямого и встречного ему изображений. Вначале получают обычное изображение, называемое прямым, после чего, изменив направление перемещения в строке растра и направление перемещения от строки к строке растра на противоположенные, получают встречное изображение. Прямое изображение второй пары образовано из строк холостого хода прямого изображения первой пары. Встречное изображение второй пары образовано из строк холостого хода встречного изображения первой пары. ВСИ предназначены для коррекции искажений, вызываемых дрейфом зонда сканирующего микроскопа относительно измеряемый поверхности. Для проведения коррекции достаточно, чтобы на прямом и встречном изображениях имелась хотя бы одна общая особенность. По сравнению с одной парой ВСИ использование двух пар требует в два раза больше памяти и времени вычислений, однако позволяет увеличить точность коррекции и снизить уровень шума в исправленном изображении.

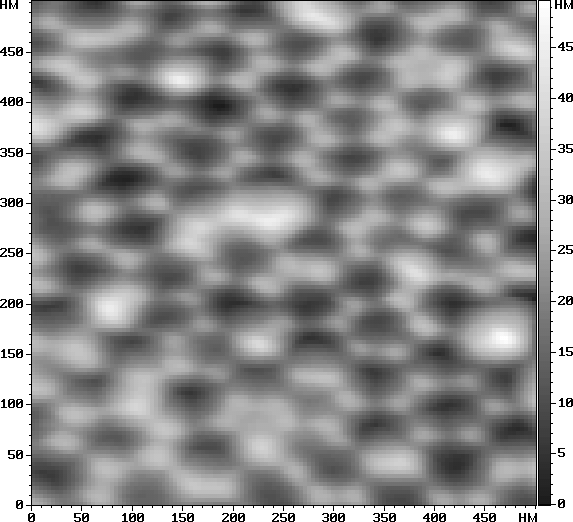
(а)
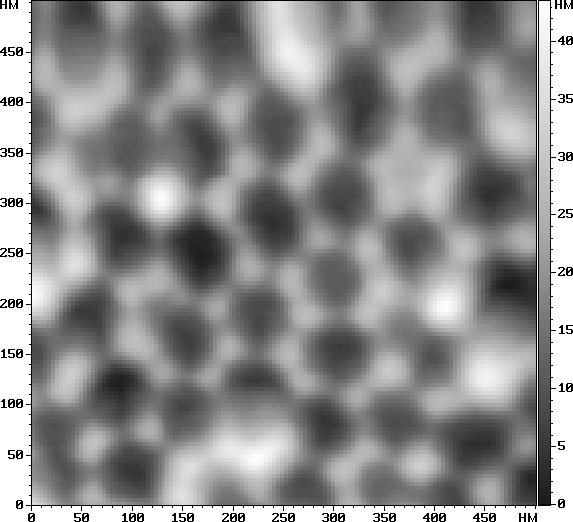
(б)
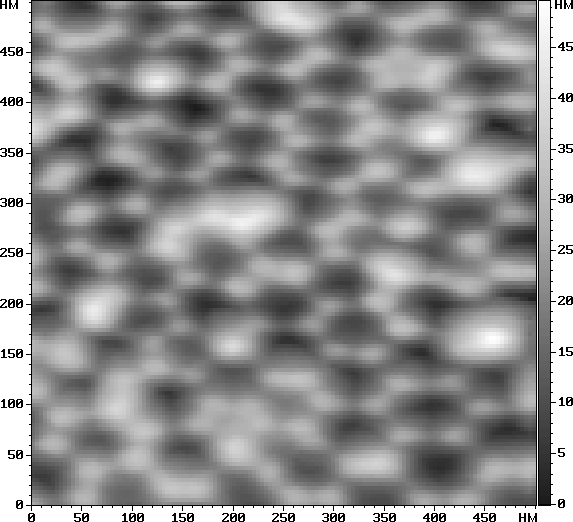
(в)
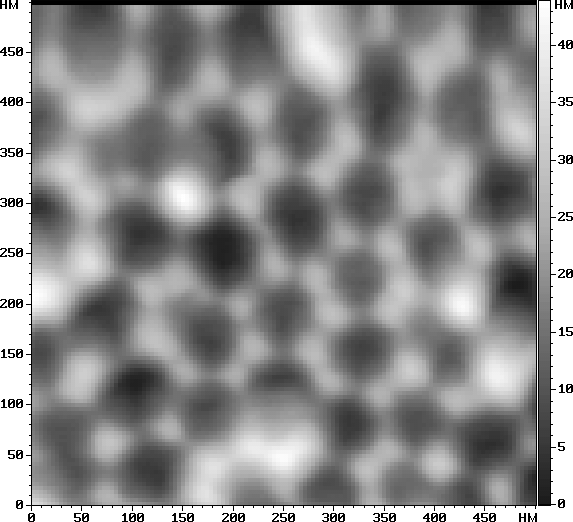
(г)
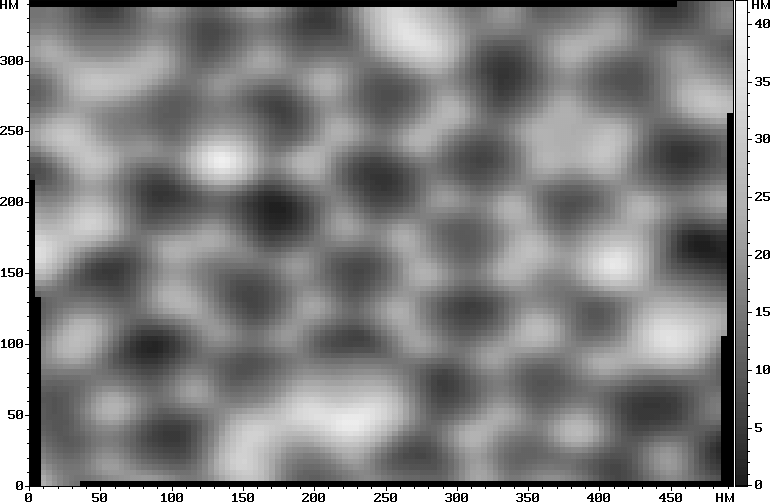
(д)

Рис. 1. Встречно-сканированные изображения пористой поверхности оксида алюминия (АСМ, 128×128 точек): (а) прямое и (б) встречное изображения первой пары; (в) прямое и (г) встречное изображения второй пары. Погрешность, вызванная дрейфом, 25 %. (д) Исправленное изображение, остаточная погрешность 0,1 %.